# Just Say Yes (Snow Patrol)
Just Say Yes is een nummer van de alternatieve rockgroep Snow Patrol. Het nummer wordt op 30 oktober 2009 en 2 november 2009 uitgebracht als de eerste single van Up to Now, een compilatiealbum met drie nieuwe nummers, dat op 9 november 2009 haar release krijgt. Just Say Yes, geschreven door Gary Lightbody en geproduceerd door Jacknife Lee, is de Britse opvolger van The Planets Bend Between Us terwijl het in Nederland If There's a Rocket Tie Me to It opvolgt. Het nummer was oorspronkelijk geschreven voor Gwen Stefani en daarna voor Nicole Scherzinger. Just Say Yes stond vanaf 5 december 2009 drie weken op de eerste positie in de Nederlandse Top 40.

## Achtergrondinformatie
De songteksten zijn in de septemberperiode van 2007 geschreven door leadzanger Gary Lightbody. Hij werd door de Amerikaanse vestiging van Interscope gevraagd om een nummer voor Gwen Stefani's tweede studioalbum The Sweet Escape te schrijven, maar zij besloot het nummer niet op te nemen. Nicole Scherzinger, de frontvrouw van de Pussycat Dolls vond het nummer prachtig en nam het nummer op voor haar nog uit te brengen debuutalbum Her Name Is Nicole. Zij zei dat zij dankbaar en gezegend was en het een eer vond om de kans te hebben het nummer op te mogen nemen. Zij beschreef het nummer als een eerlijk en waar nummer en probeerde bij de opnames, met Lightbody als producer, het nummer met een licht Iers accent te zingen. Toen Scherzinger Lightbody voor het eerst ontmoette en vroeg wat hij van haar versie vond, zei hij dat het zijn moeder tot tranen bracht.
Omdat het album van Scherzinger voor een onbepaalde tijd in de ijskast is gezet, heeft het nummer nog geen officiële release gekregen, hoewel er een demo van een anderhalve minuut op het internet circuleert. Nadat de Britse platenlabel van de band Polydor het nummer hoorde, vonden zij het ongelooflijk dat Lightbody het nummer aan andere wilde geven. Hierop besloot Lightbody het nummer met Snow Patrol zelf uit te brengen in kader van het Reworked-projekt, waarbij nummers van de Reindeer Section opnieuw worden bewerkt. Daarnaast staan er enkele oude nummers van Snow Patrol op en een paar nieuwe nummers, waaronder Just Say Yes. Een tour in kader van het project zal in november en december het Verenigd Koninkrijk aandoen.
De band voerde grote veranderingen door in vergelijking met Scherzingers versie. De originele versie is een ballad, gedragen door een pulserende beat. De band heeft synthesizers toegevoegd en ook is er een snaredrumbeat toegevoegd dat elke maat een tel slaat. The Denver Post beschreef het nummer als een "door elektronica beïnvloede nummer met een kus uit de jaren tachtig". In augustus werd door enkele bandleden doorgeschermd dat de band met nieuwe geluiden bezig was, en dat de fans niet moesten schrikken. Just Say Yes verschilt van de oudere nummers van de band vanwege de grote elektronica-invloeden.

## Promotie en release
Op 18 september werd bekend dat het nummer tussen 20.00u en 20.30u Nederlandse tijd in première zou gaan tijdens het programma van Zane Lowe op BBC Radio 1. Lightbody werd voor de première kort geïnterviewd via een telefoonverbinding vanuit Toronto, Canada, waar het een ingeplande tourstop hield.
Het nummer werd in Nederland in week 39 uitgekozen tot Alarmschijf en in week 41 als Megahit. Delen van de videoclip zijn gebruikt voor de televisie- en internetcampagne van Nokia's Comes With Music, dat acht weken zal duren.

## Ontvangst

### Kritisch
Tijdschrift Rap-Up beschreef Scherzingers versie als een rustig en traag nummer met een pulserend en elektronische beat, in de alternatieve of de softrock genre en noemde het ondergewaardeerd. Entertainment Weekly noemde het een elegante ballad. Het nummer werd beschreven als een potentieel wereldhit, in de lijn van Chasing Cars..

### Commercieel
Het nummer debuteerde in week 41 op de eerste positie in de Nederlandse tipparade. In week kwam het nummer in de Nederlandse Top 40 op airplay als de hoogste single binnen op de 31ste positie, waarmee het de eerste notering in de Top 40 sinds Crack the Shutters op 21 maart 2009. Het steeg de weken door naar de 28ste en de 20ste positie. In week 41 werd het nummer Megahit. Na de digitale release op 27 oktober 2009, stond het nummer binnen uren op de eerste positie in de iTunes WebStore. Dit leidde tot een debuut op de negende positie in de Single Top 100, de hoogste notering van de band in de lijst. De verkopen stimuleerden de stijging naar de twaalfde positie in de Top 40, de hoogste notering van de band in de Top 40. Just Say Yes bleef de week erop de best verkochte single op iTunes en steeg in week 45 door naar de tweede positie in de Single Top 100. In week 48 bereikte het nummer de eerste positie in de Top 40 en verbleef daar drie weken. Just Say Yes heeft alleen in Nederland op de toppositie gestaan.
In de Vlaamse Ultratop 50 debuteerde het nummer in week 45 op de vijftigste positie. Ook debuteerde het nummer op de vijftiende positie in de Britse UK Singles Chart, waarmee het de eerste single is, die na een reeks van commercieel onsuccesvolle singles (Take Back the City, If There's a Rocket Tie Me to It en The Planets Bend Between Us) na Crack the Shutters uit december 2008 de top twintig bereikt.

#### Hitnotering
| "Just Say Yes" in de Nederlandse Top 40 - binnen: 10-10-2009 | "Just Say Yes" in de Nederlandse Top 40 - binnen: 10-10-2009 | "Just Say Yes" in de Nederlandse Top 40 - binnen: 10-10-2009 | "Just Say Yes" in de Nederlandse Top 40 - binnen: 10-10-2009 | "Just Say Yes" in de Nederlandse Top 40 - binnen: 10-10-2009 | "Just Say Yes" in de Nederlandse Top 40 - binnen: 10-10-2009 | "Just Say Yes" in de Nederlandse Top 40 - binnen: 10-10-2009 | "Just Say Yes" in de Nederlandse Top 40 - binnen: 10-10-2009 | "Just Say Yes" in de Nederlandse Top 40 - binnen: 10-10-2009 | "Just Say Yes" in de Nederlandse Top 40 - binnen: 10-10-2009 | "Just Say Yes" in de Nederlandse Top 40 - binnen: 10-10-2009 | "Just Say Yes" in de Nederlandse Top 40 - binnen: 10-10-2009 | "Just Say Yes" in de Nederlandse Top 40 - binnen: 10-10-2009 | "Just Say Yes" in de Nederlandse Top 40 - binnen: 10-10-2009 | "Just Say Yes" in de Nederlandse Top 40 - binnen: 10-10-2009 | "Just Say Yes" in de Nederlandse Top 40 - binnen: 10-10-2009 | "Just Say Yes" in de Nederlandse Top 40 - binnen: 10-10-2009 | "Just Say Yes" in de Nederlandse Top 40 - binnen: 10-10-2009 | "Just Say Yes" in de Nederlandse Top 40 - binnen: 10-10-2009 | "Just Say Yes" in de Nederlandse Top 40 - binnen: 10-10-2009 | "Just Say Yes" in de Nederlandse Top 40 - binnen: 10-10-2009 | "Just Say Yes" in de Nederlandse Top 40 - binnen: 10-10-2009 | "Just Say Yes" in de Nederlandse Top 40 - binnen: 10-10-2009 | "Just Say Yes" in de Nederlandse Top 40 - binnen: 10-10-2009 | "Just Say Yes" in de Nederlandse Top 40 - binnen: 10-10-2009 |
| Week                                                         | 1                                                            | 2                                                            | 3                                                            | 4                                                            | 5                                                            | 6                                                            | 7                                                            | 8                                                            | 9                                                            | 10                                                           | 11                                                           | 12                                                           | 13                                                           | 14                                                           | 15                                                           | 16                                                           | 17                                                           | 18                                                           | 19                                                           | 20                                                           | 21                                                           | 22                                                           | 23                                                           |                                                              |
| ------------------------------------------------------------ | ------------------------------------------------------------ | ------------------------------------------------------------ | ------------------------------------------------------------ | ------------------------------------------------------------ | ------------------------------------------------------------ | ------------------------------------------------------------ | ------------------------------------------------------------ | ------------------------------------------------------------ | ------------------------------------------------------------ | ------------------------------------------------------------ | ------------------------------------------------------------ | ------------------------------------------------------------ | ------------------------------------------------------------ | ------------------------------------------------------------ | ------------------------------------------------------------ | ------------------------------------------------------------ | ------------------------------------------------------------ | ------------------------------------------------------------ | ------------------------------------------------------------ | ------------------------------------------------------------ | ------------------------------------------------------------ | ------------------------------------------------------------ | ------------------------------------------------------------ | ------------------------------------------------------------ |
| Nummer                                                       | 31                                                           | 28                                                           | 20                                                           | 20                                                           | 12                                                           | 4                                                            | 2                                                            | 2                                                            | 1                                                            | 1                                                            | 1                                                            | 3                                                            | 3                                                            | 5                                                            | 5                                                            | 5                                                            | 7                                                            | 7                                                            | 10                                                           | 12                                                           | 15                                                           | 15                                                           | 28                                                           | uit                                                          |

| "Just Say Yes" in de Nederlandse Single Top 100 - binnen: 31-10-2009 | "Just Say Yes" in de Nederlandse Single Top 100 - binnen: 31-10-2009 | "Just Say Yes" in de Nederlandse Single Top 100 - binnen: 31-10-2009 | "Just Say Yes" in de Nederlandse Single Top 100 - binnen: 31-10-2009 | "Just Say Yes" in de Nederlandse Single Top 100 - binnen: 31-10-2009 | "Just Say Yes" in de Nederlandse Single Top 100 - binnen: 31-10-2009 | "Just Say Yes" in de Nederlandse Single Top 100 - binnen: 31-10-2009 | "Just Say Yes" in de Nederlandse Single Top 100 - binnen: 31-10-2009 | "Just Say Yes" in de Nederlandse Single Top 100 - binnen: 31-10-2009 | "Just Say Yes" in de Nederlandse Single Top 100 - binnen: 31-10-2009 | "Just Say Yes" in de Nederlandse Single Top 100 - binnen: 31-10-2009 | "Just Say Yes" in de Nederlandse Single Top 100 - binnen: 31-10-2009 | "Just Say Yes" in de Nederlandse Single Top 100 - binnen: 31-10-2009 | "Just Say Yes" in de Nederlandse Single Top 100 - binnen: 31-10-2009 | "Just Say Yes" in de Nederlandse Single Top 100 - binnen: 31-10-2009 | "Just Say Yes" in de Nederlandse Single Top 100 - binnen: 31-10-2009 | "Just Say Yes" in de Nederlandse Single Top 100 - binnen: 31-10-2009 | "Just Say Yes" in de Nederlandse Single Top 100 - binnen: 31-10-2009 | "Just Say Yes" in de Nederlandse Single Top 100 - binnen: 31-10-2009 | "Just Say Yes" in de Nederlandse Single Top 100 - binnen: 31-10-2009 | "Just Say Yes" in de Nederlandse Single Top 100 - binnen: 31-10-2009 | "Just Say Yes" in de Nederlandse Single Top 100 - binnen: 31-10-2009 | "Just Say Yes" in de Nederlandse Single Top 100 - binnen: 31-10-2009 | "Just Say Yes" in de Nederlandse Single Top 100 - binnen: 31-10-2009 |
| Week                                                                 | 1                                                                    | 2                                                                    | 3                                                                    | 4                                                                    | 5                                                                    | 6                                                                    | 7                                                                    | 8                                                                    | 9                                                                    | 10                                                                   | 11                                                                   | 12                                                                   | 13                                                                   | 14                                                                   | 15                                                                   | 16                                                                   | 17                                                                   | 18                                                                   | 19                                                                   | 20                                                                   | 21                                                                   | 22                                                                   |                                                                      |
| -------------------------------------------------------------------- | -------------------------------------------------------------------- | -------------------------------------------------------------------- | -------------------------------------------------------------------- | -------------------------------------------------------------------- | -------------------------------------------------------------------- | -------------------------------------------------------------------- | -------------------------------------------------------------------- | -------------------------------------------------------------------- | -------------------------------------------------------------------- | -------------------------------------------------------------------- | -------------------------------------------------------------------- | -------------------------------------------------------------------- | -------------------------------------------------------------------- | -------------------------------------------------------------------- | -------------------------------------------------------------------- | -------------------------------------------------------------------- | -------------------------------------------------------------------- | -------------------------------------------------------------------- | -------------------------------------------------------------------- | -------------------------------------------------------------------- | -------------------------------------------------------------------- | -------------------------------------------------------------------- | -------------------------------------------------------------------- |
| Nummer                                                               | 9                                                                    | 2                                                                    | 5                                                                    | 6                                                                    | 3                                                                    | 3                                                                    | 7                                                                    | 9                                                                    | 10                                                                   | 8                                                                    | 5                                                                    | 12                                                                   | 16                                                                   | 28                                                                   | 32                                                                   | 38                                                                   | 22                                                                   | 31                                                                   | 44                                                                   | 41                                                                   | 35                                                                   | 52                                                                   | uit                                                                  |

| "Just Say Yes" in de Vlaamse Ultratop 50 - binnen: 07-11-2009 | "Just Say Yes" in de Vlaamse Ultratop 50 - binnen: 07-11-2009 | "Just Say Yes" in de Vlaamse Ultratop 50 - binnen: 07-11-2009 | "Just Say Yes" in de Vlaamse Ultratop 50 - binnen: 07-11-2009 | "Just Say Yes" in de Vlaamse Ultratop 50 - binnen: 07-11-2009 | "Just Say Yes" in de Vlaamse Ultratop 50 - binnen: 07-11-2009 | "Just Say Yes" in de Vlaamse Ultratop 50 - binnen: 07-11-2009 | "Just Say Yes" in de Vlaamse Ultratop 50 - binnen: 07-11-2009 | "Just Say Yes" in de Vlaamse Ultratop 50 - binnen: 07-11-2009 | "Just Say Yes" in de Vlaamse Ultratop 50 - binnen: 07-11-2009 | "Just Say Yes" in de Vlaamse Ultratop 50 - binnen: 07-11-2009 | "Just Say Yes" in de Vlaamse Ultratop 50 - binnen: 07-11-2009 | "Just Say Yes" in de Vlaamse Ultratop 50 - binnen: 07-11-2009 | "Just Say Yes" in de Vlaamse Ultratop 50 - binnen: 07-11-2009 | "Just Say Yes" in de Vlaamse Ultratop 50 - binnen: 07-11-2009 | "Just Say Yes" in de Vlaamse Ultratop 50 - binnen: 07-11-2009 | "Just Say Yes" in de Vlaamse Ultratop 50 - binnen: 07-11-2009 | "Just Say Yes" in de Vlaamse Ultratop 50 - binnen: 07-11-2009 | "Just Say Yes" in de Vlaamse Ultratop 50 - binnen: 07-11-2009 |
| Week                                                          | 1                                                             | 2                                                             | 3                                                             | 4                                                             | 5                                                             | 6                                                             | 7                                                             | 8                                                             | 9                                                             | 10                                                            | 11                                                            | 12                                                            | 13                                                            |                                                               | 14                                                            | 15                                                            | 16                                                            |                                                               |
| ------------------------------------------------------------- | ------------------------------------------------------------- | ------------------------------------------------------------- | ------------------------------------------------------------- | ------------------------------------------------------------- | ------------------------------------------------------------- | ------------------------------------------------------------- | ------------------------------------------------------------- | ------------------------------------------------------------- | ------------------------------------------------------------- | ------------------------------------------------------------- | ------------------------------------------------------------- | ------------------------------------------------------------- | ------------------------------------------------------------- | ------------------------------------------------------------- | ------------------------------------------------------------- | ------------------------------------------------------------- | ------------------------------------------------------------- | ------------------------------------------------------------- |
| Nummer                                                        | 50                                                            | 9                                                             | 6                                                             | 8                                                             | 7                                                             | 8                                                             | 13                                                            | 19                                                            | 21                                                            | 21                                                            | 28                                                            | 36                                                            | 49                                                            | uit                                                           | 39                                                            | 27                                                            | 39                                                            | uit                                                           |

### NPO Radio 2 Top 2000
| Nummer met noteringen in de NPO Radio 2 Top 2000 | '10 | '11 | '12 | '13 | '14 | '15 | '16 | '17  | '18  | '19  | '20  | '21  | '22  | '23  | '24  |
| ------------------------------------------------ | --- | --- | --- | --- | --- | --- | --- | ---- | ---- | ---- | ---- | ---- | ---- | ---- | ---- |
| Just Say Yes                                     | 258 | 319 | 491 | 529 | 742 | 891 | 998 | 1141 | 1172 | 1069 | 1195 | 1299 | 1363 | 1348 | 1389 |

1. ↑  Een vetgedrukt getal geeft de hoogste notering aan.
2. ↑  2010 was het eerste jaar met een notering voor dit nummer.

## Videoclip
De videoclip is geproduceerd door James Bolton en geregisseerd door Blue Leach. De clip ging op 22 september 2009 in première op de website van MSN en AOL. Leach werkte al eerder met de band als videoregisseur tijdens de Taking Back the Cities Tour waarvoor hij ook de video van The Lightning Strike regisseerde. De opnames vonden plaats in grote springkussen genaamd de Eventhaus Plus in Polen. De clip bestaat uit de band die het nummer speelt in witte kleding speelt. Zij bevinden zich in een grote witte hal en naarmate het nummer vordert, zijn er meer lichteffecten zichtbaar.

## Tracklist
Alle teksten zijn geschreven door Gary Lightbody, alle muziek is geschreven door Snow Patrol.
| Nr. | Titel        | Duur  |
| --- | ------------ | ----- |
| 1.  | Just Say Yes | 04:05 |

| Nr. | Titel        | Duur  |
| --- | ------------ | ----- |
| 1.  | Just Say Yes | 04:44 |

| Nr. | Titel                | Duur  |
| --- | -------------------- | ----- |
| 1.  | Just Say Yes         | 04:44 |
| 2.  | Just Say Yes (video) | 04:12 |

| Nr. | Titel                              | Duur  |
| --- | ---------------------------------- | ----- |
| 1.  | Just Say Yes                       | 04:44 |
| 2.  | Just Say Yes (Thin White Duke Mix) | 07:26 |

| Nr. | Titel                                | Duur  |
| --- | ------------------------------------ | ----- |
| 1.  | Just Say Yes                         | 04:42 |
| 2.  | Just Say Yes (Thin White Duke Remix) | 04:13 |

| Nr. | Titel                                                   | Duur  |
| --- | ------------------------------------------------------- | ----- |
| 1.  | Just Say Yes                                            | 4:42  |
| 2.  | Just Say Yes (Thin White Duke Remix)                    | 04:15 |
| 3.  | Shut Your Eyes (V Festval, Chelmsford, UK. August 2009) | 09:09 |

## Medewerkers
Snow Patrol
- Gary Lightbody: vocalen, gitaar, achtergrondzang
- Nathan Connolly: gitaar, achtergrondzang
- Paul Wilson: basgitaar, achtergrondzang
- Jonny Quinn: drums
- Tom Simpson: keyboards

Productie
- Jacknife Lee: producer, schrijver
- Gary Lightbody: schrijver
- Serban Ghenea: mixing
- Neil Comber: mixing (assistent)
- John Davis: mastering
- Sam Bell: opname